# Krasnohrad
Krasnohrad (in ucraino Красноград?; in russo Красноград?, Krasnograd) è una città dell'Ucraina nel distretto di Krasnohrad nell'oblast' di Charkiv. Ospita l'amministrazione del distretto di Krasnohrad e della comunità territoriale di Krasnohrad, una delle comunità territoriali dell'Ucraina. Nel 2022 aveva una popolazione di 19 674 abitanti.
Questa città, fondata nel 1737, appartenne alla Gubernija di Poltava, fino al 1921 si chiamò Konstantinograd in russo Константиноград?.